# Thirteen (série télévisée)
Pour les articles homonymes, voir Thirteen.
Thirteen (ou Captive au Québec) est une minisérie britannique en cinq épisodes de 60 minutes créée par Marnie Dickens et diffusée du 28 février au 27 mars 2016 sur BBC Three. Elle sera ensuite diffusée à partir du 23 juin 2016 sur BBC America.
Elle est diffusée au Québec à partir du 10 mai 2017 sur Unis, en France, sur France 2 les 20 et 27 novembre 2017 et en Suisse sur RTS1 à partir du 19 novembre 2017. Elle reste inédite dans les autres pays francophones.

## Synopsis
Ivy Moxam, une jeune femme de vingt-six ans, arrive enfin à s'échapper de sa cave après treize ans de captivité. De retour dans sa famille, elle doit maintenant aider les enquêteurs à arrêter son ravisseur.

## Fiche technique
- Titre : Thirteen
- Créateur : Marnie Dickens
- Réalisation : Vanessa Caswill et China Moo-Young
- Scénario : Marnie Dickens
- Musique : In Your Dreams de Dark Dark Dark
- Production : Elizabeth Kilgarriff et Hugh Warren
- Pays d'origine :  Royaume-Uni
- Langue : anglais britannique
- Chaîne d'origine : BBC Three
- Dates de diffusion : du 28 février au 27 mars 2016

## Distribution
- Jodie Comer (VF : Adeline Chetail) : Ivy Moxam
- Richard Rankin (VF : Olivier Chauvel) : D. I. Elliott Carne
- Valene Kane (VF : Valérie Siclay) : D. S. Lisa Merchant
- Natasha Little (VF : Rafaèle Moutier) : Christina Moxam
- Stuart Graham (VF : Serge Faliu) : Angus Moxam
- Aneurin Barnard : Tim Hobson
- Katherine Rose Morley : Emma Moxam
- Joe Layton (VF : Eilias Changuel) : Craig Watts
- Peter McDonald (en) : Mark White
- Eleanor Wyld (VF : Zina Khakhoulia) : Eloise Wye
- Ariyon Bakare (VF : Thierry Desroses) : David Burridge
- Nicholas Farrell : Henry Stone
- Kemi-Bo Jacobs : Yazz Hobson
- Melina Matthews (VF : Léovanie Raud) : Sofía Marín
- Chipo Chung (VF : Youna Noiret) : Alia Symes

- Version française
  - Société de doublage : Nice Fellow[5]
  - Direction artistique : Claire Guyot[5]
  - Adaptation des dialogues :

 Source et légende : version française (VF) sur RS Doublage

## Épisodes
1. Episode 1
2. Episode 2
3. Episode 3
4. Episode 4
5. Episode 5